# Baganuur
Baganuur (en mongol, alfabeto cirílico: Багануур Baganuur o Багануур дүүрэг Baganuur düüreg, alfabeto tradicional: ᠪᠠᠭᠠᠨᠠᠭᠤᠷ, que significa «Pequeño lago») es uno de los nueve distritos (düüreg) de Ulán Bator, la capital de Mongolia. Se divide en cuatro subdistritos (joroo).

## Geografía e historia
En práctica Baganuur es considerado una ciudad aparte de Ulán Bator debido a la distancia que hay entre este distrito y el resto de la capital mongola: 130 km al este de Ulán Bator, entre las provincias (aimag) de Hentiy y Töv. Baganuur es una exclave de unos 620 km² y cuenta con unos 27 440 habitantes (2013).
Fue creado como una base militar soviética para la 12.ª División de Rifle de Motor. Más tarde los soviéticos construyeron allí la mina de carbón a cielo abierto más grande en Mongolia.
Baganuur es uno de los lugares de producción más grandes del país, entraría en la lista de las 10 ciudades más grandes de Mongolia. Se están llevando a cabo esfuerzos para lograr una administración independiente de las autoridades de Ulán Bator.

### Intoxicación por metanol en 2008
El 31 de diciembre de 2007 Baganuur fue centro de una intoxicación masiva por metanol debida a la fabricación deficiente de vodka en las manufacturas locales. Murieron 14 personas y otras docenas resultaron hospitalizadas. El caso resultó con una prohibición total de venta de alcohol en Ulán Bator durante varios días, también dio pruebas de mal estado de la seguridad de alimentos en Mongolia.

## Transporte
Baganuur es el punto final de una de las líneas laterales del Transmongoliano. A la ciudad también se puede acceder por una carretera pavimentada de unos 138 km, cuya construcción terminó en 2004.